# 離さない 離さない
「離さない 離さない」（はなさないはなさない）は、2019年5月1日に発売された新浜レオンのデビュー・シングル。

## 解説
- ジャケットとカップリング曲が異なる3タイプをリリース。れおすけ盤には、新浜とサンリオのコラボキャラクター「れおすけ」の誕生ストーリー入りブックレットが付属[5]。レオンの素顔がいっぱい盤には、撮り下ろしオフショット写真が掲載されたブックレットが付属[6]。

## 収録曲

### 通常盤
1. 離さない 離さない (4分4秒)
作詞：渡辺なつみ、作曲：大谷明裕、編曲：矢野立美
2. 心奪って (3分56秒)
作詞：渡辺なつみ、作曲：大谷明裕、編曲：矢野立美
3. 青春時代 (3分1秒)
作詞：阿久悠、作曲：森田公一、編曲：徳永暁人
※原曲歌唱：森田公一とトップギャラン。
4. 離さない 離さない（オリジナルカラオケ） (4分4秒)
5. 心奪って（オリジナルカラオケ） (3分54秒)

### れおすけ盤
1. 離さない 離さない (4分4秒)
2. 心奪って (3分56秒)
3. 見上げてごらん夜の星を (3分49秒)
作詞：永六輔、作曲：いずみたく、編曲：増崎孝司
※原曲歌唱：伊藤素道とリリオ・リズム・エアーズ。
4. 離さない 離さない（オリジナルカラオケ） (4分4秒)
5. 心奪って（オリジナルカラオケ） (3分54秒)

### レオンの素顔がいっぱい盤
1. 離さない 離さない (4分4秒)
2. 心奪って (3分56秒)
3. また逢う日まで (2分52秒)
作詞：阿久悠、作曲：筒美京平、編曲：田尻尋一
※原曲歌唱：尾崎紀世彦。
4. 離さない 離さない（オリジナルカラオケ） (4分4秒)
5. 心奪って（オリジナルカラオケ） (3分54秒)